# 1-й Балтийский отряд пограничных судов НКВД
1-й Балтийский отряд пограничных судов НКВД — соединение морских пограничных войск НКВД СССР, принимавшее участие в Великой Отечественной войне.

## История
Сформирован в 1940 году.
На 22 июня 1941 года отряд, насчитывая 720 человек личного состава , базировался в Тронгзунде (штаб отряда, 1-й и 3-й дивизионы пограничных судов, группа рейдовых катеров) и Ораниенбауме (2-й дивизион пограничных судов).  Всего в составе отряда было семь катеров типа МО-2, семь катеров ЗК и 14 катеров КМ. 23 июня 1941 года отряд был передан в состав ВМФ и вошёл в состав охраны водного района Кронштадтской военно-морской базы Балтийского флота.
В составе действующей армии с 22 июня 1941 по 11 сентября 1941 года.
С 23 июня по 11 сентября 1941 года корабли и катера отряда несли дозорную службу в Финском заливе, участвовали в конвоях в период перехода кораблей флота из Таллина в Кронштадт, эвакуировали гарнизоны с островов Выборгского и Финского заливов и вели боевые действия за острова. Кроме того, корабли отряда привлекались для артиллерийской поддержки операций сухопутных войск на Неве в конце августа - начале сентября 1941 года, при этом отряд понёс потери: 21 августа 1941 года, при высадке десанта в Усть-Тосно был потоплен КМ-317, 30 августа 1941 года на Неве погибли МО-183 и МО-194, при обеспечении перевозок через Ладожское озеро погиб МО-175.
11 сентября 1941 года отряд был расформирован, на базе оставшихся кораблей был сформирован 2-й дивизион сторожевых катеров, вошедший в состав истребительного отряда охраны водного района главной базы Балтийского флота.

## Командиры
- капитан-лейтенант Желдаков Сергей Павлович